# 西村貞一
西村 貞一（にしむら ていいち、1945年6月16日 - ）は、日本の経営者。サクラクレパス会長を務めている。大阪府茨木市出身。サクラクレパス社長西村俊一の長男。

## 経歴
1968年に慶應義塾大学商学部を卒業し、同年にコクヨに入社。1971年3月にサクラクレパスに移り、1974年に取締役に就任し、1976年に常務を経て、1981年に社長に就任。2014年に会長に就任。2005年11月から2020年10月までに大阪商工会議所副会頭を務めた。
2023年2月、大阪維新の会の対抗組織として政治団体「アップデートおおさか」を設立した。

## 栄誉
- 大阪府産業功労賞(1999年5月)
- 藍綬褒章(2003年11月)
- 大阪市市民表彰(2005年12月)
- オランダ政府オラニエ・ナッソウ勲章(2008年12月)
- ベトナム政府友誼褒章(2014年3月)
- ベトナム政府友誼勲章(2018年5月)
- 旭日中綬章(2020年11月)